# 斯圖爾斯蒂格斯沃諾峰
62°17′03″N 9°11′18″E / 62.28417°N 9.18833°E

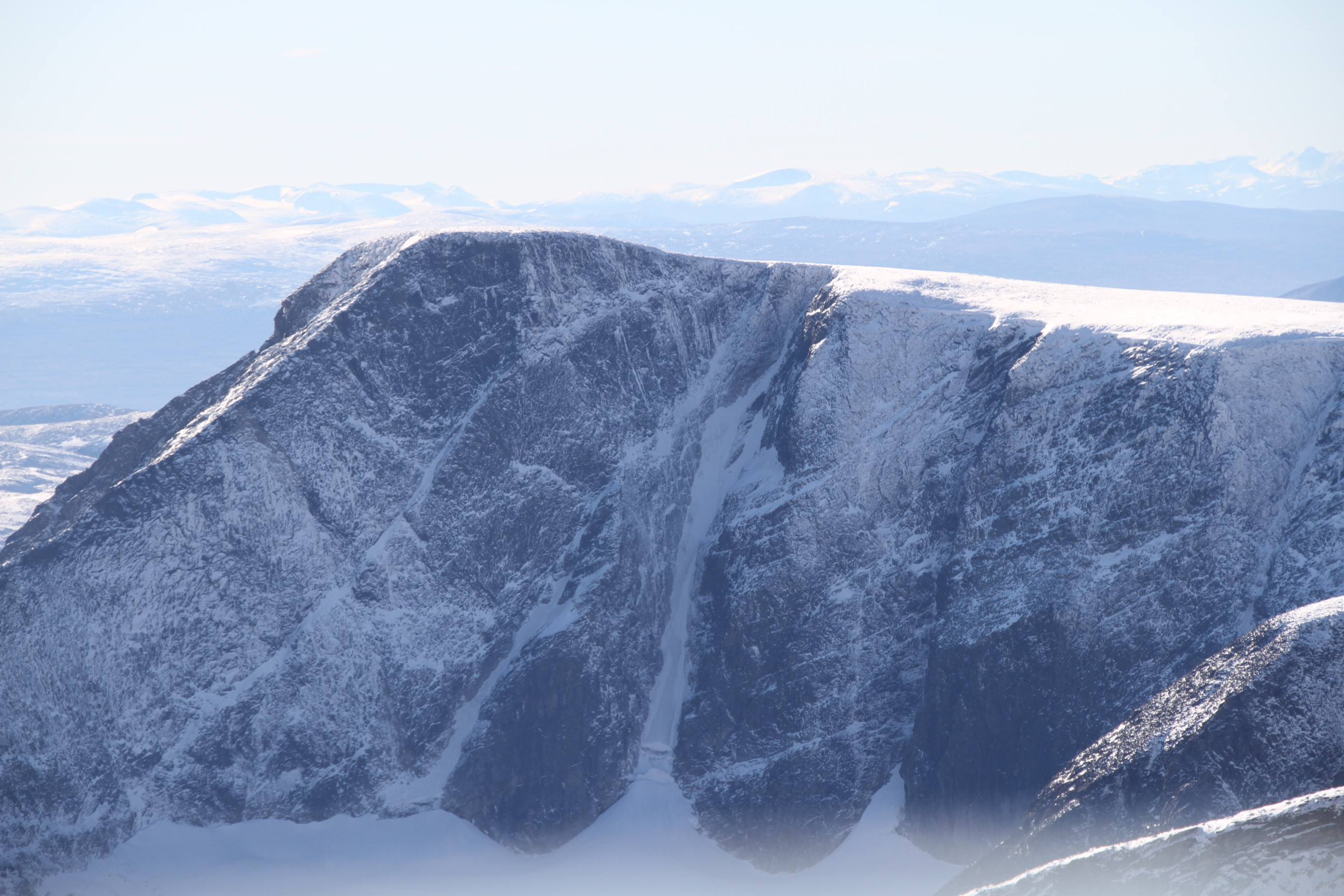

斯圖爾斯蒂格斯沃諾峰是挪威的山峰，位於該國東南部內陸郡，處於萊沙，距離首都奧斯陸280公里，海拔高度1,720米，受凍原氣候影響。